# Los Ríos (prowincja)
Prowincja Los Ríos – jedna z 24 prowincji Ekwadorze. Los Ríos położone jest w środkowo-zachodniej części państwa, graniczy od północy z prowincją Pichincha, od wschodu z prowincjami Cotopaxi i Bolívar, od południowego wschodu z prowincją Guayas oraz od północnego zachodu z prowincją Manabí.
Prowincja podzielona jest na 13 kantonów:
1. Babahoyo
2. Baba
3. Montalvo
4. Puebloviejo
5. Quevedo
6. Quinsaloma
7. Urdaneta
8. Ventanas
9. Vinces
10. Palenque
11. Buena Fé
12. Valencia
13. Mocache